# Galerie Philia
La Galerie Philia est une galerie d'art contemporain présente à Mexico, Genève, New York et Singapour,,,,,,,,.

## Historique
La Galerie Philia a été fondée en 2015 par les frères Attali. La galerie organise des expositions permanentes et temporaires d'artistes nationaux et internationaux,.
En 2021, la Galerie Philia a ouvert une exposition à la Walker Tower de New York, conçue par Pietro Franceschini.
En 2022, la Galerie Philia a lancé "Art Brut", un atelier de sculpture pour les jeunes enfants à Breil-sur-Roya.  La même année, la galerie inaugure l'exposition Jean Nouvel : Racines Aériennes, conçue par Jean Nouvel.  La Galerie Philia a présenté une exposition de design à la Cité radieuse de Marseille, avec des œuvres de designers tels que Rick Owens.
En 2023, Pilar Zeta et Andrés Monnier présentent les sculptures rupestres "Antipodes" à la Galerie Philia, lors de la Mexico City Art Week.
Pendant le Salon du meuble de Milan, la Galerie Philia présentera Desacralized, une exposition sur le thème de la "désacralisation", dans la Chiesa di San Vittore e Quaranta martiri, située dans le centre de Milan.